# کایلا دزوزا
کایلا دزوزا (انگلیسی: Kayla Desouza؛ زادهٔ ۷ مارس ۱۹۹۰) بازیکن فوتبال اهل کانادا است.
وی همچنین در تیم ملی فوتبال Guyana بازی کرده‌است.